# هوراس إي. هوتون
هوراس إي. هوتون (بالإنجليزية: Horace E. Houghton)‏ هو سياسي أمريكي، ولد في 6 أبريل 1835، وتوفي في 25 أغسطس 1897. حزبياً، نشط في الحزب الجمهوري. وقد انتخب عضو جمعية ولاية ويسكونسن.